# Handl Tyrol

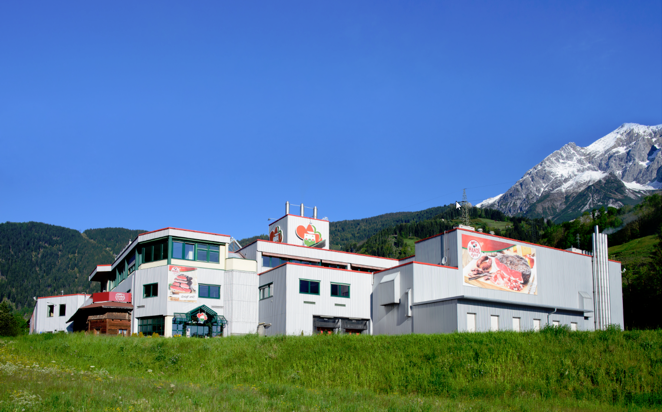
Hauptsitz des Unternehmens in Pians an der Tiroler Straße

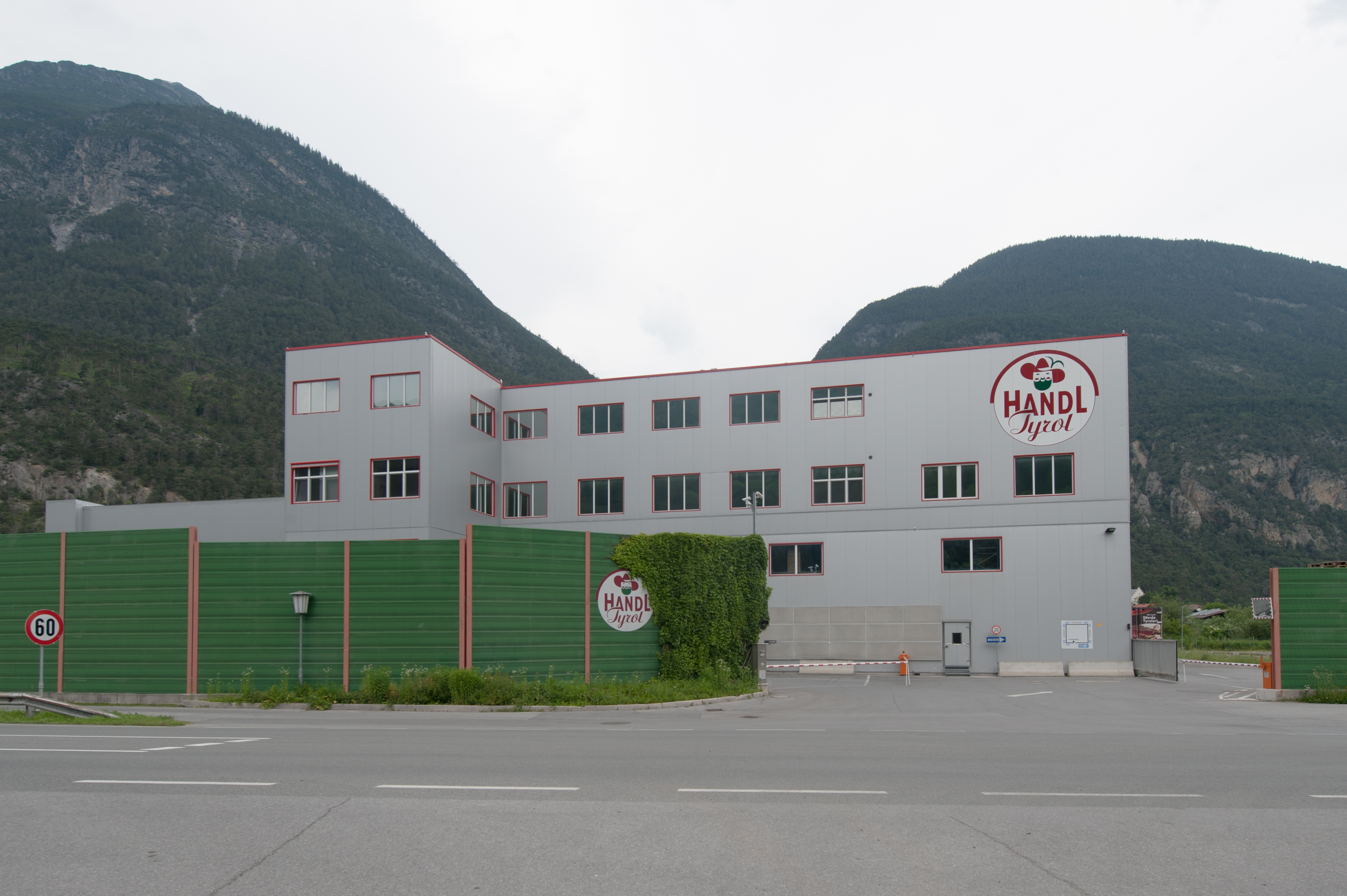
Produktionsstätte in Schönwies

Handl Tyrol GmbH ist ein 1902 gegründetes fleischverarbeitendes Unternehmen. 2019 erzielte das Unternehmen mit 600 Mitarbeitern an den Standorten Pians (Stammsitz), Schönwies, Haiming und Naturns (Südtirol) einen Umsatz von 145 Millionen Euro. Das Familienunternehmen hat einen Exportanteil von mehr als 60 % und liefert seine Produkte in mehr als 30 Länder. Kernmärkte sind, neben Deutschland, Italien, Benelux sowie Osteuropa.

## Geschichte
Karl C. Handl legte 1902 mit seiner Fleischerei in Pians den Grundstein für das heutige Unternehmen. 18 Jahre später wurden zwei weitere Filialen in Landeck und Galtür eröffnet. Julius Meinl wurde ab 1923 mit abgepackten Wurstwaren beliefert. 1970 übernahm Karl Handl die Firma von seiner Mutter Johanna Handl. Der Unternehmenssitz wurde an den Ortsrand von Pians verlegt. Karl Handl entwickelte das Familienunternehmen zu einem modernen und spezialisierten Betrieb, der seit 1990 unter dem Markennamen Handl Tyrol bekannt ist und die Kunden mit original Tiroler Speck-, Schinken-, Rohwurst- und Bratenspezialitäten beliefert. Das Südtiroler Unternehmen Christanell wurde 1993 eine 100%ige Tochter des Familienunternehmens.
Im Herbst 2011 wurde das Unternehmen an die vierte Generation an die Karl Handl Familien Beteiligung GmbH übergeben, mit Karl Christian Handl und Markus Handl als Geschäftsleitung. 2016 wurde das Unternehmen geteilt. Karl Christian Handl zeichnete als alleiniger Inhaber für die Handl Tyrol GmbH verantwortlich während Markus Handl den Eigenvertrieb sowie die Gastronomiebelieferung übernahm.
Im Oktober 2018 ging der vierte Standort des Unternehmens in Vollbetrieb. Seither wird in Haiming Tiroler Speck g.g.A. hergestellt.
Seit 2010 unterstützte das Unternehmen den Österreichischen Alpenverein als offizieller Partner für den Erhalt und die Pflege von Wegen und ÖAV Hütten.

## Standorte
Handl Tyrol betreibt drei Produktionsstandorte in Tirol (Pians, Schönwies und Haiming) und einen in Südtirol (Naturns).
In derzeit 26 „Speck-Stuben“ setzt das Unternehmen seine Produkte direkt ab.

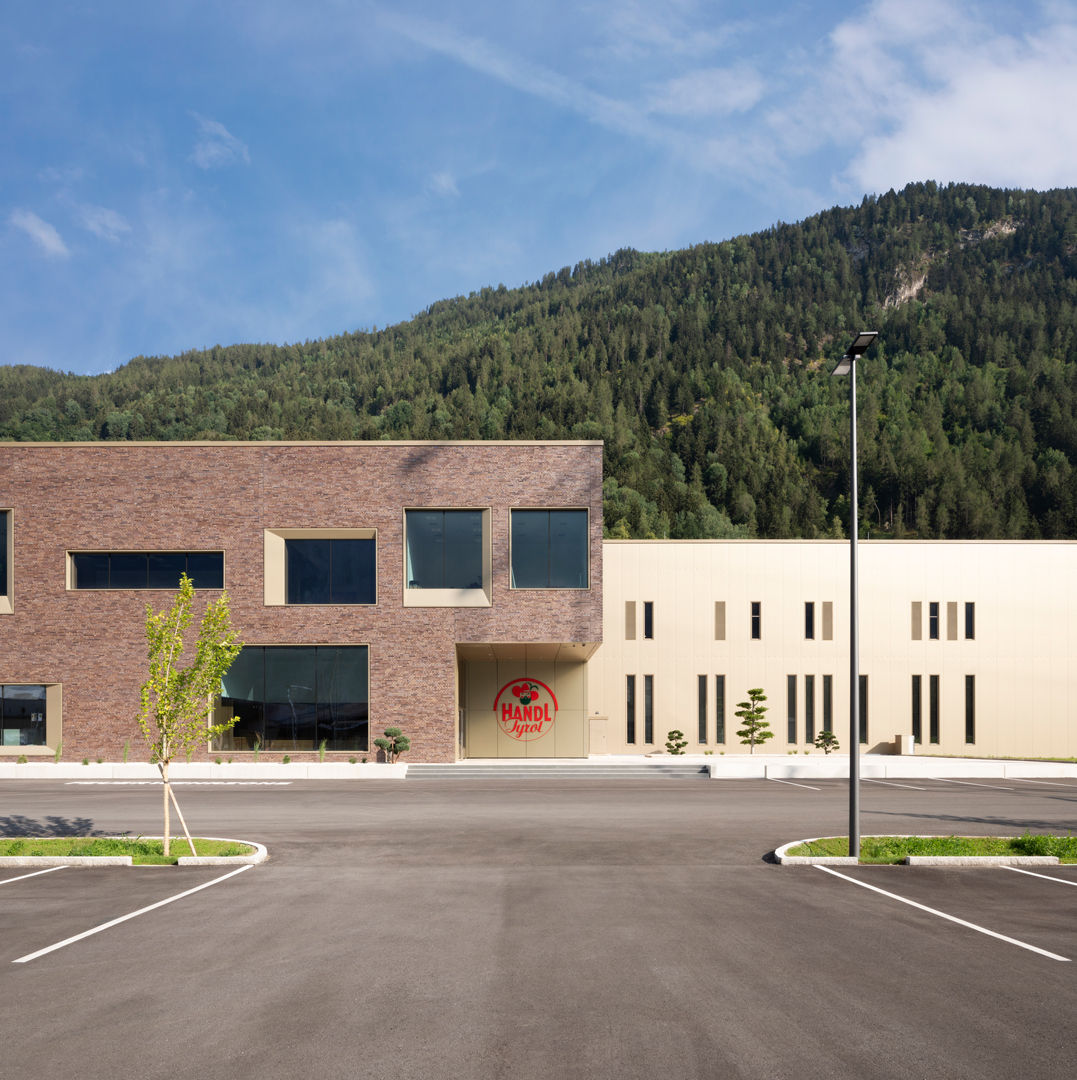
Produktionsstätte in Haiming

2016 wurde in Haiming von der TIWAG ein Grundstück für den dritten Standort in Nordtirol gekauft und dort ein neues Werk für die Produktion von Tiroler Speck g.g.A. gebaut. Es handelt sich bei dem Grundstück um die Hälfte der Beinkorbwiesen, die geschichtlich belastet sind, da sich ein Zwangsarbeiter- und Kriegsgefangenenlager der Nazis darauf befanden. Rund 50 Erben jener Bauern, denen damals der Grund abgepresst worden war, reklamieren zumindest seit 2016 die Rückgabe oder eine Entschädigung. Bis März 2017 wurden in Zusammenarbeit mit dem Bundesdenkmalamt die Fundamente einer Schule ausgegraben, die TIWAG kündigte die Öffnung ihrer Archive an. Landeshauptmann Günther Platter (ÖVP) beauftragte Mitte 2017 eine Historikerkommission zur Behandlung der Causa „Zwangsarbeiterlager Haiming“. Die Erben geben an, dass den Bauern, die damals für den beabsichtigten Bau eines großen Kraftwerks verkaufen mussten, ein Rückkaufsrecht versprochen worden war, falls das Kraftwerk nicht errichtet würde. Das ist eingetreten, die Erben forderten im August 2017 die rechtliche Klärung bis zum Jahresende.

## Auszeichnungen
- 2003 „bestes Tiroler Familienunternehmen“
- seit 2004 „Ausgezeichneter Tiroler Lehrbetrieb“
- 2005 Auf der „Taste 05“ im Rahmen der Anuga in Köln wird das Zwergwurzerl Zwetschke/Pflaume als innovatives Produkt von weltweit über 1000 Einreichungen nominiert.
- 2006 als erstes österreichisches Unternehmen „Preis der Besten in Gold“ von der Deutschen Landwirtschafts-Gesellschaft (DLG) für über 15-jährige gleichbleibend hohe Qualitätsleistung.
- 2007 Österreichischer Exportpreis der Wirtschaftskammer Österreich und des Bundesministeriums für Wirtschaft und Arbeit.
- Auszeichnung zur TOP Marke in der deutschen Lebensmittelzeitung in der Kategorie Salami aus[11]
- 2017 Zertifizierung berufundfamilie